# Bertha Gxowa
Bertha Gxowa (née Mashaba le 26 novembre 1934 à Germiston en Afrique du Sud et morte le 19 novembre 2010 à Johannesburg) est une militante anti-apartheid, membre du congrès national africain (ANC), qui a été également une syndicaliste et une militante des droits de la femme.

## Biographie
Gxowa est né à Germiston. Son père est un ouvrier de l'industrie textile. Elle commence à  à travailler comme assistante de bureau en Afrique du Sud du syndicat des travailleurs du textile. Elle est impliquée très tôt au sein du Congrès National Africain (ANC), de la Ligue de la Jeunesse et de la Ligue des Femmes. Elle s'engage au sein de l'ANC au cours de la campagne contre la loi sur l'éducation Bantoue,
Elle prend part en 1952 à la Campagne de défiance. Elle est l'une des membres fondatrices de la Fédération des femmes sud-africaines. Elle est également l'une des organisatrice des marches des femmes au mois d'août 1956, pour protester contre les lois raciales. Avec Helen Joseph, elle voyage à travers l'Afrique du Sud pour mobiliser contre ces lois et recueillir des signatures aux pétitions mises en place.
Elle est finalement arrêtée cette même année 1956 et, dans le cadre du Procès dit de la trahison, est accusée, comme Nelson Mandela et 156 autres coaccusés, de haute trahison et de conspiration dans le but de renverser le gouvernement par la violence et le remplacer par un État communiste. Ces accusations sont passibles de la peine de mort. « Nous étions jeunes, j’avais vingt et un ans. Nous étions déprimés et nous avions peur. Et lui [Nelson Mandela], il nous a réconfortés », confie-t-elle un demi-siècle plus tard sur ce procès.
La procédure judiciaire la concernant dure jusqu'en 1959. Tous les accusés sont finalement acquittés mais en 1960, elle est l'objet durant 11 ans de l'application d'une ordonnance nominative de bannissement pris en vertu de la loi de répression du communisme,. Une fois levé cet ordre d'interdiction, elle devient travailleur communautaire pour l'Association nationale contre la tuberculose et fréquente activement l'Église méthodiste africaine.
En 1990, elle participe à la réorganisation de l'ANC, ainsi qu'aux campagnes de sensibilisation précédant la tenue de nouvelles élections dans le township de Katlehong (à l’est de Johannesburg) où elle habite,.
En 1994, l'ANC présente sa candidature lors des premières élections législatives multiraciales et elle est élue au Parlement. Elle travaille notamment au sein de la commission parlementaire sur les Affaires intérieures et la Santé jusqu'en 2004.
Elle meurt dans un hôpital de Johannesburg, le 19 novembre 2010. Son nom est donné à un hôpital de la Province de Gauteng. Elle a eu cinq enfants et a été mariée à Cecil Mntukanti Gxowa, qui est mort avant elle. Sa sépulture a été classée site provincial du patrimoine.